# Sebastián Martínez
Sebastián Martínez est un footballeur chilien né le 6 juin 1993 à Santiago. Il évolue au poste de milieu de terrain à l'Universidad de Chile.

## Biographie
Il participe à la Coupe du monde des moins de 20 ans 2013 et au Tournoi de Toulon 2014 avec la sélection chilienne. Il dispute quatre matchs lors du mondial U20.

## Carrière
- 2011-201. : Universidad de Chile ( Chili)[2]

## Palmarès
- Champion du Chili (Tournoi d'ouverture) en 2012 avec l'Universidad de Chile
- Vainqueur de la Coupe du Chili en 2013 avec l'Universidad de Chile